# A Rare Moment Of Insight
A Rare Moment of Insight is het vijfde studioalbum van de Zweedse muziekgroep Brother Ape. Na de opnamen van Turbulence kwamen de heren al snel weer bij elkaar en waren er binnen een dag uit, hoe het volgende zou moeten klinken. Het duurde vervolgens bijna een jaar om hun plannen in daden om te zetten. Het trio verzorgde bijna alles zelf, opnamen, mix en hoes. De muziek is ten opzichte van vorige albums meer richting energieke rock opgeschoven.

## Musici
- Stefan Damicolas – gitaar, zang, toetsinstrumenten
- Max Bergman – slagwerk en percussie
- Gunnar Maxén – basgitaar, toetsinstrumenten, zang

## Muziek
Alle van Stefan Damicolas, behalve waar aangegeven:

| Nr. | Titel                 | Duur |
| --- | --------------------- | ---- |
| 1.  | Juggernaut Now        | 7:27 |
| 2.  | Chrysalis (Bergman)   | 5:34 |
| 3.  | Ultramarathon         | 7:49 |
| 4.  | Seabound              | 6:03 |
| 5.  | Instinct              | 6:52 |
| 6.  | Echoes of Madness     | 9:06 |
| 7.  | The Art of Letting Go | 7:23 |
| 8.  | In a Rare Moment      | 3:33 |